# Armée du Sud (Empire allemand)
Pour les articles homonymes, voir Armée du Sud (homonymie).
L’armée du Sud est une grande unité conjointe de l'Armée impériale allemande et de l'Armée austro-hongroise pendant la Première Guerre mondiale. Engagée sur le front de l'Est, elle combat principalement dans l'actuelle Ukraine entre 1915 et 1918.

## Historique

### 1915

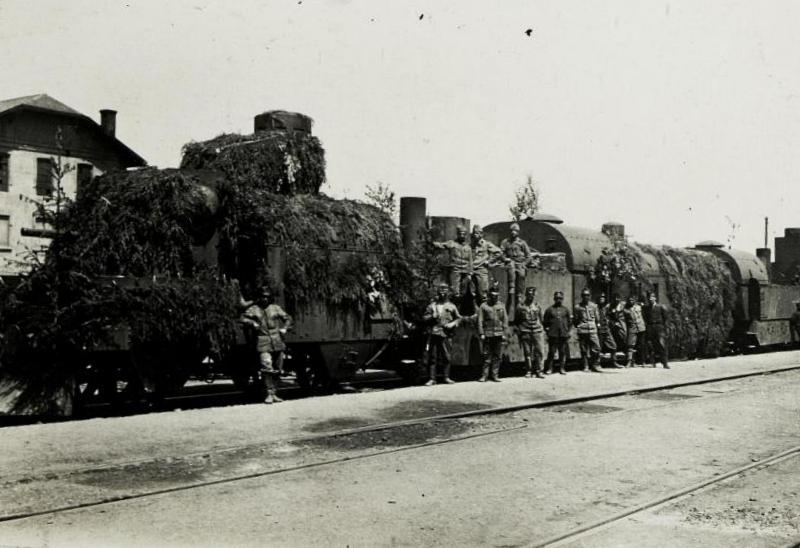
Train blindé no 8 de l'Armée austro-hongroise utilisé par l'armée du Sud, 1915.

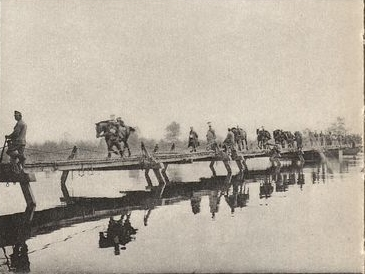
Uhlans de la Légion polonaise sur le Boug vers 1915.

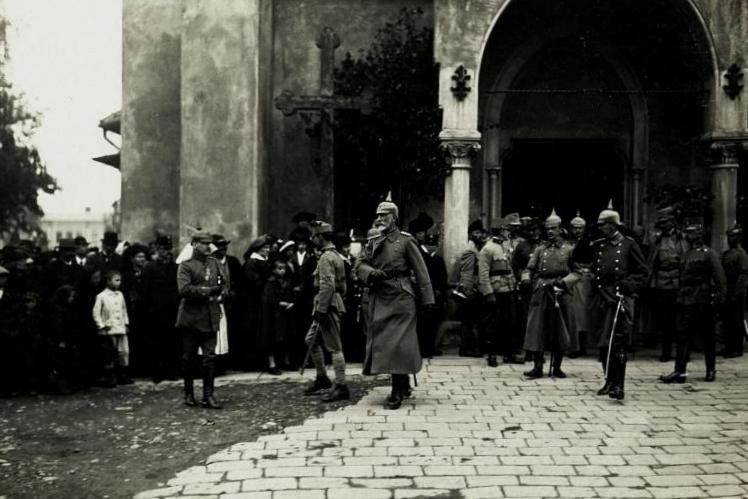
Le général Felix von Bothmer à Stry, 18 août 1915.

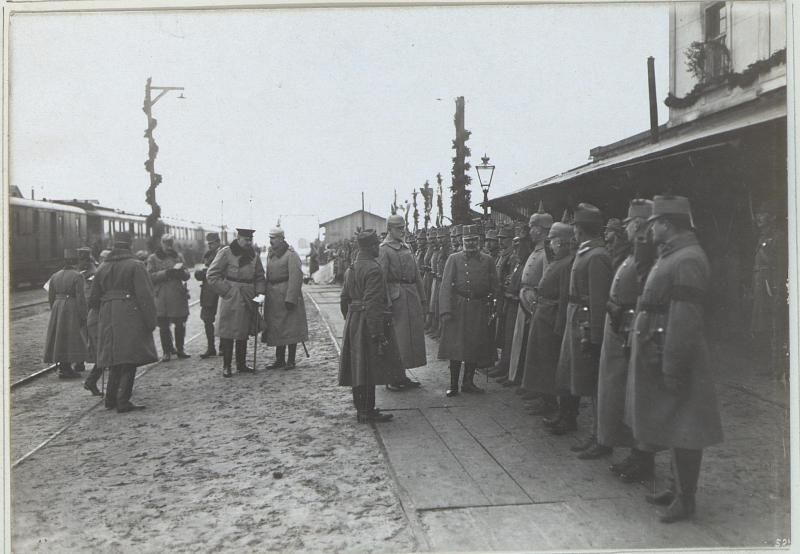
Arrivée de l'archiduc Frédéric de Teschen et du général Felix von Bothmer à la gare de Berejany, v. 1915-1916.

Créée le 11 janvier 1915 sous le commandement du général Alexander von Linsingen, elle participe aux difficiles combats hivernaux de la campagne des Carpates. Elle vient s'intercaler entre deux grandes unités austro-hongroises, la 3e armée (général Svetozar Borojević von Bojna) qui tente de rompre l'encerclement de Przemyśl, et le Groupe Pflanzer-Baltin devenu en mai 1915 la 7e armée (général Karl von Pflanzer-Baltin) chargé de reconquérir la Bucovine. L'armée du Sud remporte la bataille de Zwinin (février-avril 1915), trop tard pour empêcher la capitulation de la forteresse assiégée de Przemyśl (22 mars 1915). Elle comprend trois corps qui, en raison du relief montagneux et de la difficulté des communications, agissent souvent de façon autonome :
- Le corps Gerok, à l'est, comprenant la 48e division de réserve allemande, la 19e division d'infanterie austro-hongroise et la 12e brigade de Landwehr :
- Le corps Hofmann, au centre, comprenant la 1re division allemande, la 55e division austro-hongroise et la 131e brigade de Landwehr ;
- La 3e division de la Garde allemande (général Marschall von Altengottern), à l'ouest.

Le 8 juillet 1915, le général Felix von Bothmer est nommé à la tête de l'armée du Sud tandis que le général von Linsingen reçoit le commandement d'une nouvelle formation, l'armée du Boug. En septembre 1915, celle-ci devient une partie du groupe d'armées von Linsingen. En même temps, l'Armée du Sud est rattachée au groupe d'armées austro-hongrois commandé par Eduard von Böhm-Ermolli.
Pendant la bataille de Rivne (en russe, Rovno) (26 août-28 septembre 1915), deux corps de l'armée du Sud, intercalés entre les 2e et 7e armées austro-hongroises, participent à l'invasion de la Volhynie en Ukraine russe :
- Le corps Marschall : 3e division de la Garde allemande, 19e division d'infanterie autrichienne et 38e division de Honvéd (armée territoriale royale hongroise, équivalent de la Landwehr en Cisleithanie) ;
- Le corps Hofmann : 55e division , 131e brigade de Landwehr, brigade Bolzano et 1re division de cavalerie austro-hongroises, 48e division de réserve allemande.

Le corps Marschall avance vers Zboriv et le corps Hofmann, plus au sud, vers la Zolota Lypa. Cependant, à partir du 13 septembre, la 8e armée russe, commandée par Alexeï Broussilov, contre-attaque entre Rivne et Loutsk. L'intervention du corps Gerok, attaquant le flanc des Russes entre les 25 et 28 septembre, évite une débâcle austro-hongroise. Ce corps comprend alors les unités suivantes :
- Le corps de cavalerie Hauer (1re, 9e et 11e divisions de cavalerie de Honvéd, Légion polonaise) ;
- Le 24e corps de réserve allemand (11e division bavaroise et 107e division) ;
- Le corps de cavalerie Berndt (de) puis Herberstein (de) (2e, 4e et 7e divisions de cavalerie austro-hongroises).

Le front finit par se stabiliser entre le Styr et le Siret.

### 1916-1918

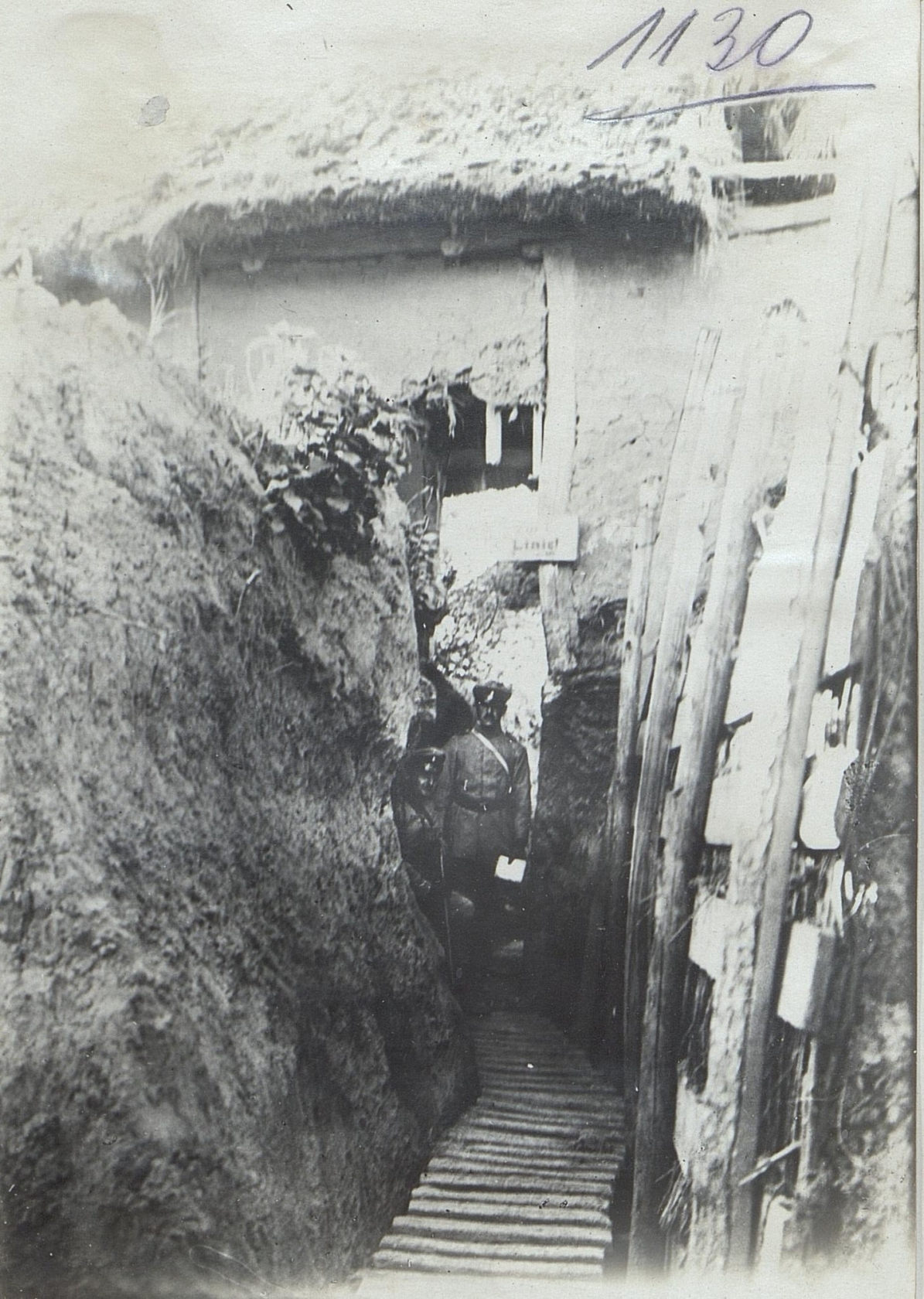
Tranchée dans un village sur la Naraïvka, 1917.

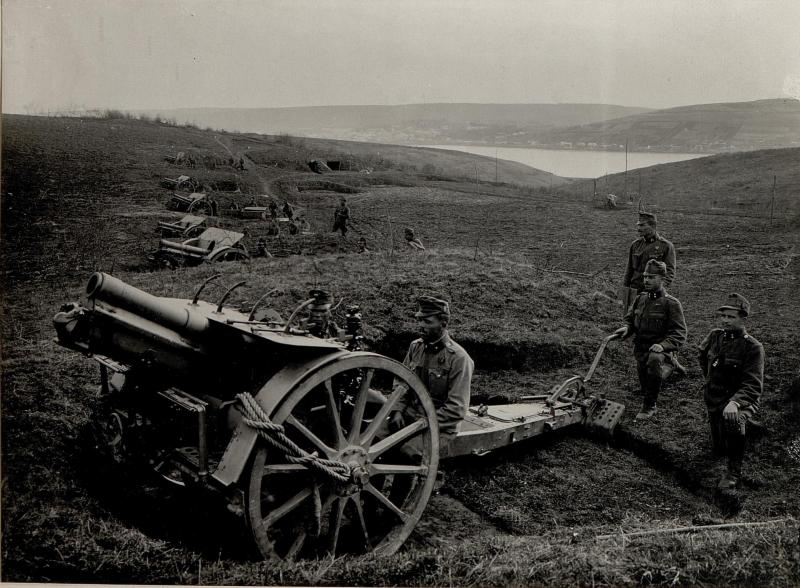
Batterie de mortiers austro-hongrois près de Berejany, 1917

L'armée du Sud est engagé contre les dernières grandes attaques de l'armée russe, l'offensive Broussilov en 1916 et l'offensive Kerenski en juillet 1917. Elle y subit de lourdes pertes : la 1re division de réserve allemande, rappelée du front de Lettonie, perd les deux tiers de son effectif entre juillet et septembre 1916.
En juillet 1916, pour faire face à l'offensive Broussilov, un autre corps allemand est envoyé en renfort de la 7e armée austro-hongroise sur le front roumain : le IVe corps de réserve, rappelé du front des Balkans et désigné, à partir du 21 juillet 1916, sous le nom de corps des Carpates (général Richard von Conta). Il comprend les 1re et 200e divisions d'infanterie allemandes.
En juin-juillet 1917, l'Armée du Sud est stationnée dans le secteur de Berejany. Elle participe aux combats contre l'offensive Kerenski. Elle comprend alors les unités suivantes :
- XXVe corps austro-hongrois (Peter von Hofmann) : 54e et 55e divisions d'infanterie austro-hongroises
- 25e corps de réserve allemand (Konstanz von Heineccius) : 15e division de réserve, 241e division d'infanterie et 4e division de remplacement (en)
- 27e corps de réserve (de) allemand (Hans Krug von Nidda (de)) : 24e et 53e divisions de réserve allemandes, 38e division de Honved

L'armée du Sud est dissoute le 25 janvier 1918 à la suite de l'armistice du 15 décembre 1917 conclu avec le gouvernement bolchevik mais certaines de ses unités participent à l'opération Faustschlag qui entraîne l'occupation de toute l'Ukraine. Son état-major et ses meilleures unités sont transférés sur le front de l'ouest où ils forment la 19e armée.

## Commandants
- Alexander von Linsingen du 11 janvier au 8 juillet 1915
- Felix von Bothmer du 8 juillet 1915 au 25 janvier 1918

## Batailles
- Bataille des Carpates (décembre 1914-mars 1915)
- Bataille de Zwinin (4 février 1915-9 avril 1915)
- Bataille de Rivne (26 août-28 septembre 1915)
- Offensive Broussilov (4 juin-20 septembre 1916)
- Offensive Kerenski (1er-19 juillet 1917)
- Opération Faustschlag (18 février-3 mars 1918)

## Sources et bibliographie
- (de) Cet article est partiellement ou en totalité issu de l’article de Wikipédia en allemand intitulé « Südarmee (Deutsches Kaiserreich) » (voir la liste des auteurs) dans sa version du 25 octobre 2016.